# Heinrich Niemeyer (Politiker)
Heinrich Niemeyer (* 19. August 1815 in Linden vor Hannover; † 22. Februar 1890 ebenda) war ein deutscher Kommunalpolitiker, Brennereibesitzer und Mitglied des Preußischen Abgeordnetenhauses.

## Leben

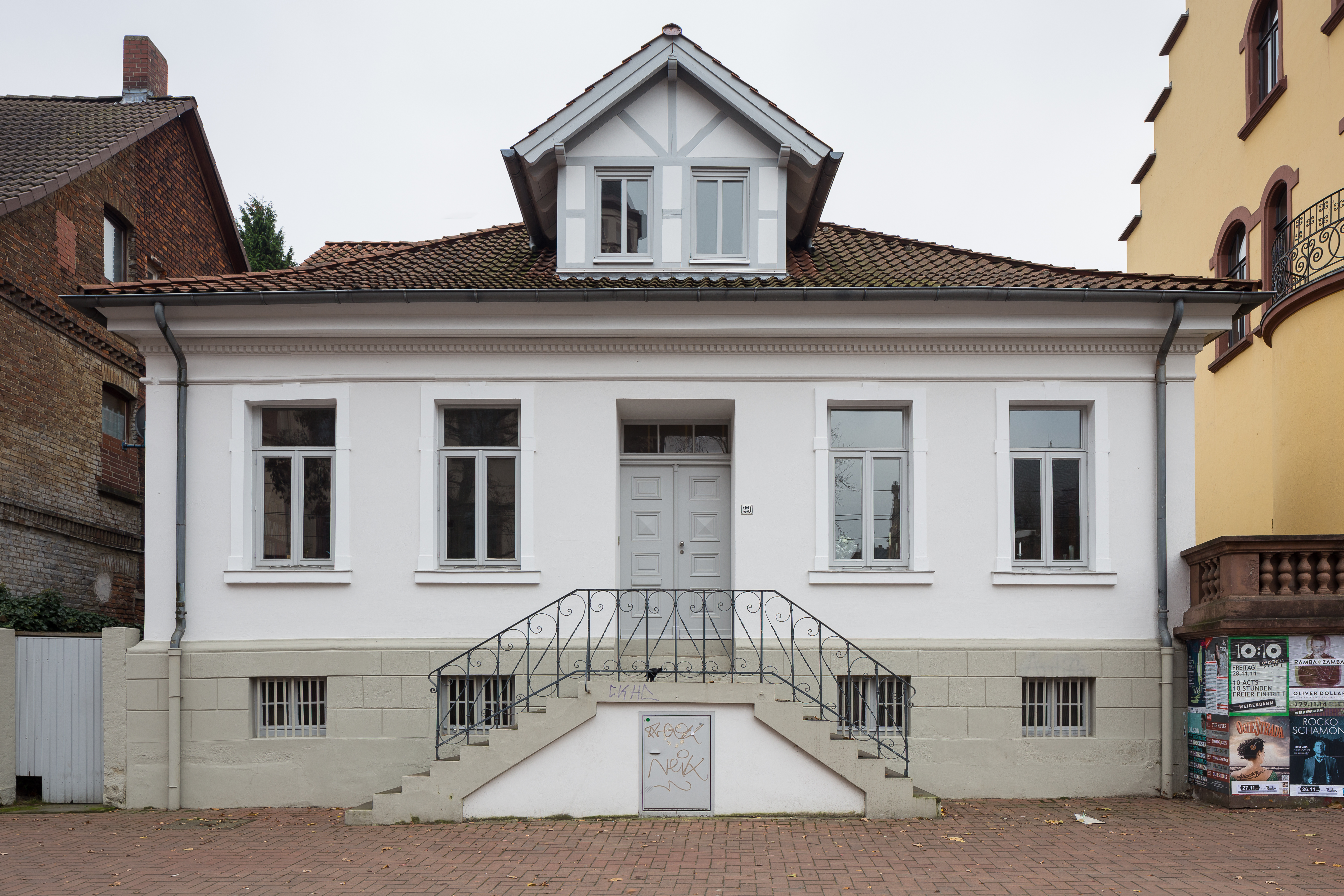
Das denkmalgeschützte klassizistische Wohnhaus Davenstedter Straße 29 der Familie Niemeyer in Linden-Mitte aus der Zeit um 1850 zählt zu den ältesten Häusern der Umgebung

Grabmal der Familie von Christian Niemeyer auf dem Stadtteilfriedhof Lindener Berg

Heinrich Niemeyer war ein Halbmeier und Besitzer einer Branntweinbrennerei, die seine Vorfahren, die Gebrüder Niemeyer, bereits im Jahr 1786 in Linden gegründet hatten.  Die Kornbrennerei soll die älteste bekannte industrielle Einrichtung in Linden gewesen sein und im Zusammenhang mit einem Kötnerhof an der ehemaligen Lindenerstraße, späteren Falkenstraße und heutigen Davenstedter Straße 29-33 stehen, von dem sich noch ein Hinterhofgebäude erhalten haben soll. Davor soll sich Christian Niemeyer um 1891 das sogenannte „Delphinhaus“ errichten lassen haben, die spätere Dörrienschule.
Wenige Jahre, bevor der Unternehmer Georg Egestorff in den frühen Jahren der Industrialisierung im Königreich Hannover 1854 das Baumaterial für einen neuen Turm der evangelischen Kirche St. Martin stiftete, war Heinrich Niemeyer im Jahr 1851 einer der Vorsteher der Kirchengemeinde St. Martins, gemeinsam mit Heinrich Struckmeyer, der Gemeinde-Rechnungsführer und Beibauer Pfannekuchen sowie der Beibauer und Gastwirt Karl Rehren.
Als die königliche Domänenkammer Mitte der 1850er Jahre die herrschaftliche Lindener Windmühle verkaufen wollte, war – nach Einschaltung des Amtes Linden – am 3. Oktober 1855 der Halbmeier und Lindener Gemeindevorsteher Niemeyer einer von sechs Unterzeichnern der Ablösungsrezesse für den bisherigen Mühlenzwang.
Heinrich Niemeyer war der letzte Gemeindevorsteher von Linden, bevor das Dorf im Zuge der Industrialisierung während der Gründerzeit des Deutschen Kaiserreichs im Jahr 1885 zu selbständigen Stadt erhoben wurde.
Neben Linden wirkte Niemeyer auch in dem Ort Egestorf im Süntel.
Heinrich Niemeyer, der mit seinem Bruder Carl auch weitere Unternehmen betrieben haben soll, habe den Sohn und Senator Christian Niemeyer (1842–1903) gehabt, dessen Grabmal sich auf dem Bergfriedhof auf dem Lindener Berg erhalten haben soll.

## Niemeyerstraße
Die 1874 noch zu Lebzeiten Niemeyers im heutigen hannoverschen Stadtteil Linden-Mitte angelegte Niemeyerstraße zwischen der Posthornstraße und der Kirchstraße ehrt den letzten Gemeindevorsteher seitdem durch ihre Namensgebung.